# Saison 1972-1973 de la LHOu
Saison précédente Saison suivante
La saison 1972-1973 est la 7e saison de hockey sur glace de la Ligue de hockey de l'Ouest du Canada, maintenant connu sous le nom de Ligue de hockey de l'Ouest. Les Tigers de Medicine Hat remporte la Coupe du Président en battant en finale les Blades de Saskatoon.

## Saison régulière

### Classement
| Division Est             | PJ | V  | D  | N  | Pts | BP  | BC  |
| ------------------------ | -- | -- | -- | -- | --- | --- | --- |
| Blades de Saskatoon      | 68 | 46 | 11 | 11 | 103 | 323 | 184 |
| Bombers de Flin Flon     | 68 | 39 | 19 | 10 | 88  | 334 | 228 |
| Pats de Regina           | 68 | 30 | 28 | 10 | 70  | 294 | 270 |
| Wheat Kings de Brandon   | 68 | 29 | 30 | 9  | 67  | 307 | 304 |
| Broncos de Swift Current | 68 | 27 | 35 | 6  | 60  | 300 | 359 |
| Jets de Winnipeg         | 68 | 16 | 42 | 10 | 42  | 288 | 372 |

| Division Ouest            | PJ | V  | D  | N  | Pts | BP  | BC  |
| ------------------------- | -- | -- | -- | -- | --- | --- | --- |
| Oil Kings d'Edmonton      | 68 | 40 | 20 | 8  | 88  | 311 | 240 |
| Tigers de Medicine Hat    | 68 | 39 | 20 | 9  | 87  | 348 | 254 |
| Centennials de Calgary    | 68 | 35 | 22 | 11 | 81  | 302 | 224 |
| Bruins de New Westminster | 68 | 31 | 22 | 15 | 77  | 283 | 264 |
| Cougars de Victoria       | 68 | 13 | 51 | 4  | 30  | 231 | 390 |
| Nats de Vancouver         | 68 | 10 | 55 | 3  | 23  | 198 | 428 |

### Meilleurs pointeurs
| Joueur           | Équipe          | PJ | B  | A  | Pts | Pun |
| ---------------- | --------------- | -- | -- | -- | --- | --- |
| Tom Lysiak       | Medicine Hat    | 67 | 58 | 96 | 154 | 104 |
| Dennis Sobchuk   | Regina          | 66 | 67 | 80 | 147 | 128 |
| Lanny McDonald   | Medicine Hat    | 68 | 62 | 77 | 139 | 84  |
| Darcy Rota       | Edmonton        | 68 | 73 | 56 | 129 | 104 |
| Blaine Stoughton | Flin Flon       | 68 | 58 | 60 | 118 | 86  |
| Wayne Blanchin   | Flin Flon       | 68 | 60 | 54 | 114 | 90  |
| Ron Chipperfield | Brandon         | 59 | 72 | 41 | 113 | 63  |
| Vic Mercredi     | New Westminster | 67 | 52 | 61 | 113 | 63  |
| Mike Rogers      | Calgary         | 67 | 54 | 58 | 112 | 44  |
| Boyd Anderson    | Medicine Hat    | 68 | 48 | 64 | 112 | 52  |

## Séries éliminatoires
|  | Quarts de finale          | Quarts de finale       |                      |   | Demi-finales | Demi-finales |  |  | Finale | Finale |
|  | Quarts de finale          | Quarts de finale       |                      |   | Demi-finales | Demi-finales |  |  | Finale | Finale |
|  |                           |                        |                      |   |              |              |  |  |        |        |
|  |                           |                        |                      |   |              |              |  |  |        |        |
|  |                           |                        |                      |   |              |              |  |  |        |        |
|  | Blades de Saskatoon       | 4                      |                      |   |              |              |  |  |        |        |
|  | Blades de Saskatoon       | 4                      |                      |   |              |              |  |  |        |        |
|  | Wheat Kings de Brandon    | 2                      |                      |   |              |              |  |  |        |        |
|  | Wheat Kings de Brandon    | 2                      | Blades de Saskatoon  | 4 |              |              |  |  |        |        |
|  |                           |                        | Blades de Saskatoon  | 4 |              |              |  |  |        |        |
|  |                           | Bombers de Flin Flon   | 1                    |   |              |              |  |  |        |        |
|  | Bombers de Flin Flon      | Bombers de Flin Flon   | 1                    | 4 |              |              |  |  |        |        |
|  | Bombers de Flin Flon      |                        |                      | 4 |              |              |  |  |        |        |
|  | Pats de Regina            | 0                      |                      |   |              |              |  |  |        |        |
|  | Pats de Regina            | 0                      | Blades de Saskatoon  | 0 |              |              |  |  |        |        |
|  |                           |                        | Blades de Saskatoon  | 0 |              |              |  |  |        |        |
|  |                           | Tigers de Medicine Hat | 3                    |   |              |              |  |  |        |        |
|  | Oil Kings d'Edmonton      | Tigers de Medicine Hat | 3                    | 4 |              |              |  |  |        |        |
|  | Oil Kings d'Edmonton      |                        |                      | 4 |              |              |  |  |        |        |
|  | Bruins de New Westminster | 1                      |                      |   |              |              |  |  |        |        |
|  | Bruins de New Westminster | 1                      | Oil Kings d'Edmonton | 2 |              |              |  |  |        |        |
|  |                           |                        | Oil Kings d'Edmonton | 2 |              |              |  |  |        |        |
|  |                           | Tigers de Medicine Hat | 4                    |   |              |              |  |  |        |        |
|  | Tigers de Medicine Hat    | Tigers de Medicine Hat | 4                    | 4 |              |              |  |  |        |        |
|  | Tigers de Medicine Hat    |                        |                      | 4 |              |              |  |  |        |        |
|  | Centennials de Calgary    | 2                      |                      |   |              |              |  |  |        |        |
|  | Centennials de Calgary    | 2                      |                      |   |              |              |  |  |        |        |

- Nota : lors de la finale les deux équipes ont également disputé deux rencontres qui se sont soldées par des parties nulles.

## Honneurs et trophées
- Champion de la saison régulière : Blades de Saskatoon.
- Trophée du Joueur le plus utile (MVP), remis au meilleur joueur : Dennis Sobchuk, Pats de Regina.
- Meilleur pointeur : Tom Lysiak, Tigers de Medicine Hat.
- Trophée du meilleur esprit sportif : Ron Chipperfield, Wheat Kings de Brandon.
- Meilleur défenseur : George Pesut, Blades de Saskatoon.
- Recrue de l'année : Rick Blight, Wheat Kings de Brandon.
- Meilleur gardien : Ed Humphreys, Blades de Saskatoon.
- Meilleur entraîneur : Pat Ginnell, Bombers de Flin Flon.